# Blood Bank (EP)
Albums de Bon Iver
For Emma, Forever Ago
(2008) Bon Iver, Bon Iver
(2011)
Blood Bank est un maxi du groupe américain Bon Iver. Il a été lancé le 20 janvier 2009. Il contient quatre pistes, trois desquelles ont été enregistrées spécifiquement pour ce titre.

## Liste des chansons
Toutes les chansons sont écrites et composées par Justin Vernon.
| 1.    | Blood Bank | 4:45 |
| 2.    | Beach Baby | 2:40 |
| 3.    | Babys      | 4:44 |
| 4.    | Woods      | 4:45 |
| 16:54 |            |      |

## Interprètes

### Bon Iver
- Justin Vernon - Voix, guitare, piano

### Musiciens additionnels
- Mark Paulson — Guitare